# Olympische Winterspiele 2014/Snowboard
Bei den XXII. Olympischen Winterspielen 2014 in Sotschi fanden zehn Wettbewerbe im Snowboarden statt. Austragungsort der Wettkämpfe war der Rosa Chutor Extreme Park bei Krasnaja Poljana. Neu im Programm waren je zwei Parallelslalom- und Slopestyle-Wettbewerbe.

## Bilanz

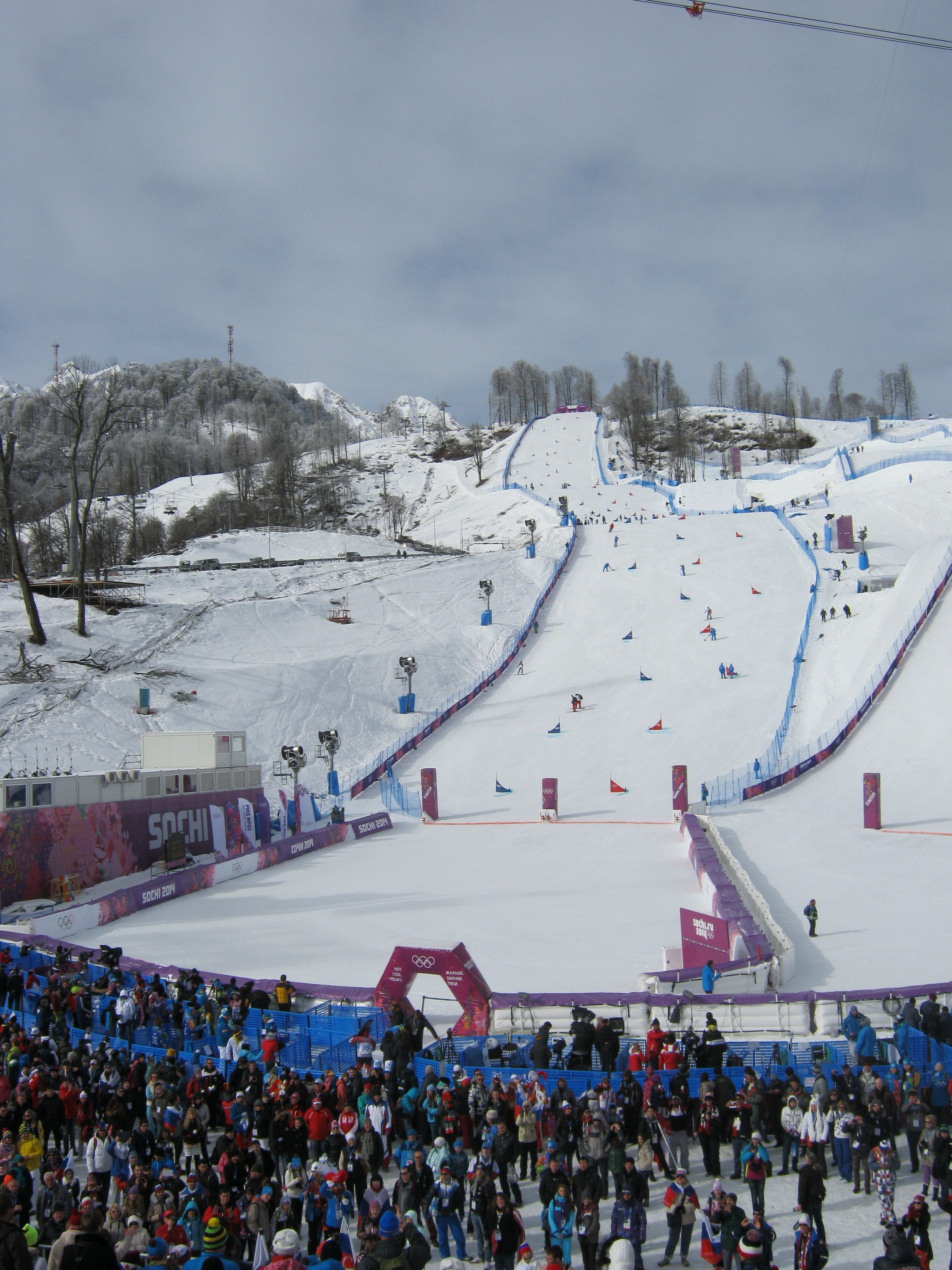
Rosa Chutor Extreme Park

### Medaillenspiegel
| Platz      | Land               | Gold | Silber | Bronze | Gesamt |
| ---------- | ------------------ | ---- | ------ | ------ | ------ |
| 1          | Vereinigte Staaten | 3    | –      | 2      | 5      |
| 2          | Russland           | 2    | 1      | 1      | 4      |
| 3          | Schweiz            | 2    | 1      | –      | 3      |
| 4          | Frankreich         | 1    | –      | 1      | 2      |
| Österreich | 1                  | –    | 1      | 2      |        |
| 6          | Tschechien         | 1    | –      | –      | 1      |
| 7          | Japan              | –    | 2      | 1      | 3      |
| 8          | Deutschland        | –    | 1      | 1      | 2      |
| 8          | Kanada             | –    | 1      | 1      | 2      |
| 8          | Slowenien          | –    | 1      | 1      | 2      |
| 11         | Australien         | –    | 1      | –      | 1      |
| 11         | Finnland           | –    | 1      | –      | 1      |
| 11         | Norwegen           | –    | 1      | –      | 1      |
| 14         | Großbritannien     | –    | –      | 1      | 1      |

### Medaillengewinner
| Konkurrenz     | Gold                | Silber          | Bronze        |
| -------------- | ------------------- | --------------- | ------------- |
| Parallel-RS    | Vic Wild            | Nevin Galmarini | Žan Košir     |
| Parallelslalom | Vic Wild            | Žan Košir       | Benjamin Karl |
| Halfpipe       | Iouri Podladtchikov | Ayumu Hirano    | Taku Hiraoka  |
| Slopestyle     | Sage Kotsenburg     | Ståle Sandbech  | Mark McMorris |
| Snowboardcross | Pierre Vaultier     | Nikolai Oljunin | Alex Deibold  |

| Konkurrenz     | Gold               | Silber            | Bronze           |
| -------------- | ------------------ | ----------------- | ---------------- |
| Parallel-RS    | Patrizia Kummer    | Tomoka Takeuchi   | Aljona Sawarsina |
| Parallelslalom | Julia Dujmovits    | Anke Karstens     | Amelie Kober     |
| Halfpipe       | Kaitlyn Farrington | Torah Bright      | Kelly Clark      |
| Slopestyle     | Jamie Anderson     | Enni Rukajärvi    | Jenny Jones      |
| Snowboardcross | Eva Samková        | Dominique Maltais | Chloé Trespeuch  |

## Ergebnisse Männer

### Parallel-Riesenslalom
| Platz | Land | Sportler           |
| ----- | ---- | ------------------ |
| 1     | RUS  | Vic Wild           |
| 2     | SUI  | Nevin Galmarini    |
| 3     | SLO  | Žan Košir          |
| 4     | GER  | Patrick Bussler    |
| 5     | SLO  | Rok Marguč         |
| 6     | SLO  | Rok Flander        |
| 7     | SUI  | Simon Schoch       |
| 8     | AUT  | Andreas Prommegger |
| 9     | RUS  | Andrei Sobolew     |
| 10    | AUT  | Benjamin Karl      |
| 11    | SUI  | Kaspar Flütsch     |
| 12    | SUI  | Philipp Schoch     |
| 13    | GER  | Alexander Bergmann |
|       |      |                    |
| 20    | GER  | Stefan Baumeister  |
| 22    | AUT  | Anton Unterkofler  |

Datum: 19. Februar 2014, 09:42 Uhr (Qualifikation), 13:36 Uhr (Finale)
Strecke: Stadium PSX

Start: 1175 m, Ziel: 1020 m, Höhenunterschied 155 m, Länge: 650 m

Kurssetzer: Denis Tichomirow (RUS), 29 Tore
32 Teilnehmer aus 12 Ländern, davon 30 in der Wertung. Disqualifiziert u. a.: Lukas Mathies (AUT).

### Parallelslalom
| Platz | Land | Sportler           |
| ----- | ---- | ------------------ |
| 1     | RUS  | Vic Wild           |
| 2     | SLO  | Žan Košir          |
| 3     | AUT  | Benjamin Karl      |
| 4     | ITA  | Aaron March        |
| 5     | AUT  | Lukas Mathies      |
| 6     | GER  | Patrick Bussler    |
| 7     | SUI  | Nevin Galmarini    |
| 8     | ITA  | Roland Fischnaller |
| 9     | SUI  | Simon Schoch       |
| 10    | SUI  | Kaspar Flütsch     |
|       |      |                    |
| 13    | AUT  | Andreas Prommegger |
| 14    | GER  | Stefan Baumeister  |
| 17    | AUT  | Anton Unterkofler  |
| 20    | ITA  | Christoph Mick     |
| 24    | GER  | Alexander Bergmann |

Datum: 22. Februar 2014, 09:42 Uhr (Qualifikation), 13:53 Uhr (Finale)
Strecke: Stadium PSX

Start: 1090 m, Ziel: 1010 m, Höhenunterschied 80 m, Länge: 325 m

Kurssetzer: Christian Rufer (SUI), 28 Tore
32 Teilnehmer aus 12 Ländern, davon 28 in der Wertung. Disqualifiziert u. a.: Philipp Schoch (SUI).

### Halfpipe
| Platz | Land | Sportler            | Punkte |
| ----- | ---- | ------------------- | ------ |
| 1     | SUI  | Iouri Podladtchikov | 94,75  |
| 2     | JPN  | Ayumu Hirano        | 93,50  |
| 3     | JPN  | Taku Hiraoka        | 92,25  |
| 4     | USA  | Shaun White         | 90,25  |
| 5     | SUI  | David Hablützel     | 88,50  |
| 6     | CHN  | Zhang Yiwei         | 87,25  |
| 7     | CHN  | Shi Wancheng        | 81,00  |
| 8     | SLO  | Tim-Kevin Ravnjak   | 72,25  |
| 9     | AUS  | Kent Callister      | 68,50  |
| 10    | USA  | Danny Davis         | 53,00  |
| 11    | SUI  | Christian Haller    | 51,50  |
|       |      |                     |        |
| 18    | SUI  | Jan Scherrer        | DNS    |
| 22    | GER  | Johannes Höpfl      | 65,50  |

Datum: 11. Februar 2014, 16:35 Uhr (Qualifikation), 21:59 Uhr (Finale)
Anlage: Rosa Khutor Extreme Park

Neigung: 18°, Länge: 190 m, Breite: 21 m, innere Wandhöhe: 6,8 m
40 Teilnehmer aus 16 Ländern, davon 39 in der Wertung. Nicht gestartet: Peetu Piiroinen (FIN).

### Slopestyle
| Platz | Land | Sportler                | Punkte |
| ----- | ---- | ----------------------- | ------ |
| 1     | USA  | Sage Kotsenburg         | 93,50  |
| 2     | NOR  | Ståle Sandbech          | 91,75  |
| 3     | CAN  | Mark McMorris           | 88,75  |
| 4     | SWE  | Sven Thorgren           | 87,50  |
| 5     | CAN  | Maxence Parrot          | 87,25  |
| 6     | GBR  | Jamie Nicholls          | 85,50  |
| 7     | FIN  | Peetu Piiroinen         | 81,25  |
| 8     | JPN  | Yūki Kadono             | 75,75  |
| 9     | CAN  | Sébastien Toutant       | 58,50  |
| 10    | GBR  | Billy Morgan            | 39,75  |
|       |      |                         |        |
| 19    | SUI  | Jan Scherrer            | 64,25  |
| 25    | AUT  | Clemens Schattschneider | 29,50  |
| 26    | AUT  | Mathias Weissenbacher   | 28,50  |
| 28    | SUI  | Lucien Koch             | 20,75  |

Qualifikation: 6. Februar 2014, 12:25 Uhr 

Halbfinale: 8. Februar 2014, 09:30 Uhr 

Finale: 8. Februar 2014, 12:45 Uhr
Anlage: Rosa Style

Start: 1162 m, Ziel: 1015 m, Höhenunterschied: 147 m, Länge: 635 m

Sprünge: 3, Jibbing-Elemente: 3
29 Teilnehmer aus 13 Ländern, davon 28 in der Wertung. Nicht gestartet: Adrian Krainer (AUT).

### Snowboardcross
| Platz | Land | Sportler             |
| ----- | ---- | -------------------- |
| 1     | FRA  | Pierre Vaultier      |
| 2     | RUS  | Nikolai Oljunin      |
| 3     | USA  | Alex Deibold         |
| 4     | FRA  | Paul-Henri de Le Rue |
| 5     | NOR  | Stian Sivertzen      |
| 6     | ITA  | Luca Matteotti       |
| 7     | ESP  | Lucas Eguibar        |
| 8     | CAN  | Kevin Hill           |
| 9     | USA  | Trevor Jacob         |
| 10    | AUT  | Hanno Douschan       |
|       |      |                      |
| 13    | GER  | Paul Berg            |
| 13    | GER  | Konstantin Schad     |
| 17    | AUT  | Alessandro Hämmerle  |
| 21    | SUI  | Marvin James         |
| 21    | SUI  | Tim Watter           |
| 33    | AUT  | Markus Schairer      |

Datum: 18. Februar 2014, 10:30 Uhr (Finale)
Strecke: Stadium PSX, Start: 1187 m, Ziel: 1015 m 
 Höhenunterschied: 213 m, Länge: 750 m, Elemente: 22
39 Teilnehmer aus 15 Ländern, davon 34 in der Wertung.
Die Qualifikation wurde am Morgen des 17. Februars aufgrund von schlechtem Wetter abgesagt, die Finalrunden sollten dann ausgetragen werden. Jedoch ergab sich keine Wetteränderung und der Wettbewerb wurde auf den nächsten Tag verschoben.

## Ergebnisse Frauen

### Parallel-Riesenslalom
| Platz | Land | Sportlerin          |
| ----- | ---- | ------------------- |
| 01    | SUI  | Patrizia Kummer     |
| 02    | JPN  | Tomoka Takeuchi     |
| 03    | RUS  | Aljona Sawarsina    |
| 04    | AUT  | Ina Meschik         |
| 05    | CAN  | Marianne Leeson     |
| 06    | CAN  | Caroline Calvé      |
| 07    | CZE  | Ester Ledecká       |
| 08    | CAN  | Ariane Lavigne      |
| 09    | SUI  | Julie Zogg          |
| 10    | NED  | Nicolien Sauerbreij |
| 11    | AUT  | Claudia Riegler     |
|       |      |                     |
| 13    | GER  | Selina Jörg         |
| 14    | SUI  | Ladina Jenny        |
| 17    | SUI  | Stefanie Müller     |
| 18    | GER  | Isabella Laböck     |
| 20    | AUT  | Marion Kreiner      |
| 25    | GER  | Anke Karstens       |
| 29    | AUT  | Julia Dujmovits     |
| 30    | GER  | Amelie Kober        |

Datum: 19. Februar 2014, 09:15 Uhr (Qualifikation), 13:24 Uhr (Finale)
Strecke: Stadium PSX

Start: 1175 m, Ziel: 1020 m, Höhenunterschied 155 m, Länge: 650 m

Kurssetzer: Denis Tichomirow (RUS), 29 Tore
32 Teilnehmerinnen aus 15 Ländern, alle in der Wertung.

### Parallelslalom
| Platz | Land | Sportlerin        |
| ----- | ---- | ----------------- |
| 1     | AUT  | Julia Dujmovits   |
| 2     | GER  | Anke Karstens     |
| 3     | GER  | Amelie Kober      |
| 4     | ITA  | Corinna Boccacini |
| 5     | AUT  | Marion Kreiner    |
| 6     | CZE  | Ester Ledecká     |
| 7     | SUI  | Julie Zogg        |
| 8     | AUT  | Ina Meschik       |
| 9     | SUI  | Patrizia Kummer   |
| 10    | GER  | Isabella Laböck   |
| 11    | GER  | Selina Jörg       |
| 12    | AUT  | Claudia Riegler   |
|       |      |                   |
| 18    | SUI  | Stefanie Müller   |
| 22    | ITA  | Nadya Ochner      |
| 24    | SUI  | Ladina Jenny      |

Datum: 22. Februar 2014, 09:15 Uhr (Qualifikation), 13:39 Uhr (Finale)
Strecke: Stadium PSX

Start: 1090 m, Ziel: 1010 m, Höhenunterschied 80 m, Länge: 325 m

Kurssetzer: Christian Rufer (SUI), 28 Tore
32 Teilnehmerinnen aus 15 Ländern, alle in der Wertung.

### Halfpipe
| Platz | Land | Sportlerin         | Punkte |
| ----- | ---- | ------------------ | ------ |
| 1     | USA  | Kaitlyn Farrington | 91,75  |
| 2     | AUS  | Torah Bright       | 91,50  |
| 3     | USA  | Kelly Clark        | 90,75  |
| 4     | USA  | Hannah Teter       | 90,50  |
| 5     | JPN  | Rana Okada         | 85,50  |
| 6     | CHN  | Cai Xuetong        | 84,25  |
| 7     | FRA  | Sophie Rodriguez   | 79,50  |
| 8     | CHN  | Li Shuang          | 73,25  |
| 9     | CHN  | Liu Jiayu          | 68,25  |
| 10    | FRA  | Mirabelle Thovex   | 67,00  |
|       |      |                    |        |
| 12    | SUI  | Ursina Haller      | 48,75  |
| 23    | SUI  | Nadja Purtschert   | 47,50  |
| 27    | SUI  | Verena Rohrer      | 34,50  |

Datum: 12. Februar 2014, 16:35 Uhr (Qualifikation), 21:59 Uhr (Finale)
Anlage: Rosa Khutor Extreme Park

Neigung: 18°, Länge: 190 m, Breite: 21 m, innere Wandhöhe: 6,8 m
28 Teilnehmerinnen aus 13 Ländern, davon 27 in der Wertung. Nicht gestartet: Arielle Gold (USA).

### Slopestyle
| Platz | Land | Sportlerin       | Punkte |
| ----- | ---- | ---------------- | ------ |
| 1     | USA  | Jamie Anderson   | 95,25  |
| 2     | FIN  | Enni Rukajärvi   | 92,50  |
| 3     | GBR  | Jenny Jones      | 87,25  |
| 4     | SUI  | Sina Candrian    | 87,00  |
| 5     | CZE  | Šárka Pančochová | 86,25  |
| 6     | USA  | Karly Shorr      | 75,00  |
| 7     | AUS  | Torah Bright     | 66,25  |
| 8     | SUI  | Isabel Derungs   | 58,50  |
| 9     | SUI  | Elena Könz       | 54,50  |
| 10    | AUT  | Anna Gasser      | 51,75  |

Qualifikation: 6. Februar 2014, 14:00 Uhr 

Halbfinale: 8. Februar 2014, 10:30 Uhr 

Finale: 8. Februar 2014, 13:50 Uhr
Anlage: Rosa Style

Start: 1162 m, Ziel: 1015 m, Höhenunterschied: 147 m, Länge: 635 m

Sprünge: 3, Jibbing-Elemente: 3
23 Teilnehmerinnen aus 11 Ländern, davon 20 in der Wertung. Nicht gestartet u. a.: Kjersti Buaas (NOR).

### Snowboardcross
| Platz | Land | Sportlerin         |
| ----- | ---- | ------------------ |
| 1     | CZE  | Eva Samková        |
| 2     | CAN  | Dominique Maltais  |
| 3     | FRA  | Chloé Trespeuch    |
| 4     | USA  | Faye Gulini        |
| 5     | BUL  | Alexandra Schekowa |
| 6     | ITA  | Michela Moioli     |
| 7     | USA  | Lindsey Jacobellis |
| 8     | AUS  | Belle Brockhoff    |
| 9     | GBR  | Zoe Gillings       |
| 10    | SUI  | Simona Meiler      |
|       |      |                    |
| 12    | AUT  | Susanne Moll       |
| 13    | SUI  | Sandra Gerber      |
| 19    | AUT  | Maria Ramberger    |
| 21    | CAN  | Maëlle Ricker      |

Datum: 16. Februar 2014, 11:50 Uhr (Qualifikation), 13:15 Uhr (Finale)
Strecke: Stadium PSX, Start: 1187 m, Ziel: 1015 m 
 Höhenunterschied: 213 m, Länge: 750 m, Elemente: 22
24 Teilnehmerinnen aus 14 Ländern, davon 22 in der Wertung.